# 유언 (양구후)
유언(劉偃 또는 劉隁, ? ~ ?)은 전한 전기의 제후로, 제도혜왕의 손자이다.

## 행적
문제 16년(기원전 164년), 아버지 유안의 뒤를 이어 양구후(楊丘侯)에 봉해졌으나, 11년 후 함부로 봉국을 이탈한 죄로 사구에 처하고 작위가 박탈되었다. 부 19편을 지었으나, 현전하지 않는다.
양구후는 제도혜왕의 왕자후 중 유일하게 《사기》에서는 누락된 작위로, 《한서》에서만 보인다.

## 출전
- 반고, 《한서》 권15상 왕자후표 上·권30 예문지